# Borommaracha I
Borommaracha I (thai: บรมราชาธิราชที่ 1) var den tredje kungen i det thailändska kungariket Ayutthaya. Han härstammade från Suphanburi och efterträdde Ramesuan 1370 som kom från Lopburi, den andra delen av Ayutthaya som konkurrerade om kungatronen. Han genomförde flera militära expeditioner norrut mot Sukhothai och Phitsanuloke. När han dog 1388 efterträddes av sin som efter bara en vecka blev avsatt av den återvändande Ramesuan som blev kung en andra gång.